# Đảo chính Myanmar 2021
Cuộc đảo chính Myanmar năm 2021 bắt đầu vào rạng sáng ngày 1 tháng 2 năm 2021, khi các thành viên đảng cầm quyền được bầu lên một cách dân chủ (do dân cử), tức đảng Liên minh Quốc gia vì Dân chủ (NLD), bị Tatmadaw—Quân đội Myanmar—phế truất và trao lại quyền lực cho chính quyền quân phiệt (chính quyền có quân đội cai trị). Quyền Tổng thống Myint Swe ban bố tình trạng khẩn cấp kéo dài một năm và tuyên bố quyền lãnh đạo đất nước thuộc về Tổng tư lệnh Dịch vụ Phòng vệ Min Aung Hlaing. Chính quyền mới tuyên bố kết quả của tổng tuyển cử tháng 11 năm 2020 là không hợp lệ và tuyên bố ý định tổ chức một cuộc bầu cử mới khi tình trạng khẩn cấp kết thúc. Cuộc đảo chính xảy ra một ngày trước khi Nghị viện Myanmar sẽ tuyên thệ các chính khách được bầu lên trong cuộc bầu cử 2020, khiến cho quá trình này không thể diễn ra. Tổng thống Win Myint, Cố vấn nhà nước Aung San Suu Kyi và các thành viên nội các, các nhân viên cấp cấp dưới của họ và các thành viên nghị viện đã bị bắt giữ.
Vào ngày 3 tháng Hai năm 2021, Win Myint bị buộc tội vi phạm các quy định chiến dịch bầu cử và các quy định về đại dịch COVID-19 theo mục 25 của Định luật Quản lý Thiên tai. Aung San Suu Kyi bị buộc tội vi phạm luật khẩn cấp COVID-19 và nhập khẩu, sử dụng trái phép các thiết bị radio và liên lạc, cụ thể là sáu thiết bị ICOM từ đội an ninh của bà và một bộ đàm; những thiết bị này bị hạn chế ở Myanmar và cần được các cơ quan liên quan đến quân đội cho phép trước khi tàng trữ. Cả hai đều bị giam giữ trong hai tuần. Aung San Suu Kyi nhận thêm một cáo buộc hình sự vì vi phạm Đạo luật Thảm họa Quốc gia vào ngày 16 tháng Hai, thêm hai cáo buộc bổ sung vì vi phạm luật truyền thông và ý định kích động náo động trong dân chúng vào ngày 1 tháng Ba, và một cáo buộc khác vì vi phạm Đạo luật Bí mật Chính thức (đạo luật bảo vệ bí mật quốc gia) vào ngày 1 tháng Tư
Tính đến  ngày 29 tháng 3 năm 2022, ít nhất 1.719 dân thường, bao gồm trẻ em, đã bị sát hại bởi lực lượng của chính quyền và 9.984 người bị bắt giữ. Ba thành viên đáng chú ý của NLD cũng đã chết khi bị cảnh sát giam giữ trong tháng 3 năm 2021.

## Bối cảnh
Myanmar, còn được gọi là Miến Điện, đã bị bủa vây bởi bất ổn chính trị kể từ khi nước này được Anh trao trả độc lập vào tháng Một năm 1948. Từ năm 1958 đến năm 1960, quân đội thành lập một chính phủ tạm quyền tạm thời theo lệnh của U Nu, thủ tướng thời bấy giờ của đất nước do dân cử, để giải quyết các cuộc đấu đá chính trị nội bộ. Quân đội đã tự nguyện khôi phục lại chính quyền dân sự sau khi tổ chức cuộc tổng tuyển cử năm 1960 ở Miến Điện. Chưa đầy hai năm sau, quân đội lại nắm quyền trong cuộc đảo chính năm 1962, dưới sự lãnh đạo của Ne Win, và sau đó kéo theo 26 năm quân đội cai trị.
Năm 1988, cả nước nổ ra các cuộc biểu tình rầm rộ. Được mệnh danh là Cuộc nổi dậy 8888, cuộc bất ổn dân sự này bị châm ngòi bởi quản lý kinh tế tồi tệ của nhà nước, khiến Ne Win phải từ chức. Vào tháng Chín năm 1988, các nhà lãnh đạo cấp cao nhất của quân đội đã thành lập Hội đồng Khôi phục Trật tự và Luật pháp Nhà nước (SLORC), và sau đó nắm quyền. Aung San Suu Kyi, con gái của người sáng lập đất nước hiện đại Aung San, đã trở thành một nhà hoạt động ủng hộ dân chủ nổi tiếng trong thời kỳ này. Năm 1990, quân đội cho phép bầu cử tự do vì cho rằng quân đội được sự ủng hộ của dân chúng. Cuối cùng, cuộc bầu cử kết thúc với chiến thắng long trời lở đất cho đảng của bà Aung San Suu Kyi—Liên đoàn Quốc gia vì Dân chủ. Tuy nhiên, quân đội từ chối nhượng quyền và quản thúc bà tại gia.
Quân đội tiếp tục nắm quyền trong 22 năm nữa cho đến năm 2011, theo lộ trình của quân đội vạch ra để đi đến dân chủ, trong thời gian đó Hiến pháp năm 2008 của Myanmar được soạn thảo. Từ năm 2011 đến năm 2015, một quá trình chuyển đổi dân chủ thử nghiệm đã bắt đầu và các cuộc bầu cử được tổ chức vào năm 2015 đã dẫn đảng của bà Aung San Suu Kyi, Liên minh Quốc gia vì Dân chủ (NLD) đến chiến thắng. Tuy nhiên, quân đội vẫn giữ quyền lực đáng kể, bao gồm cả quyền bổ nhiệm 1⁄4 trong số tất cả các thành viên nghị viện.
Cuộc đảo chính năm 2021 diễn ra sau cuộc tổng tuyển cử vào ngày 8 tháng Mười Một năm 2020, trong đó NLD đã giành được 396 trong số 476 ghế trong quốc hội, chiến thắng được còn nhiều số ghế hơn so với bầu cử năm 2015. Đảng ủy nhiệm của quân đội, Đảng Liên minh Đoàn kết và Phát triển, chỉ giành được 33 ghế.
Quân đội phản đối kết quả, cho rằng cuộc bỏ phiếu là gian lận. Nỗ lực đảo chính được đồn là có tồn tại trong vòng vài ngày, khiến các quốc gia phương Tây như Anh, Pháp, Hoa Kỳ và Úc tuyên bố quan ngại.

## Diễn biến của cuộc đảo chính
Vào ngày 1 tháng Hai năm 2021, phát ngôn viên NLD Myo Nyunt nói rằng Aung San Suu Kyi, Win Myint, Han Tha Myint, và các lãnh đạo đảng khác đã bị "bắt đi" trong một cuộc đột kích vào sáng sớm. Myo Nyunt nói thêm rằng anh ta chắc cũng sớm sẽ bị bắt đi. Nhiều kênh liên lạc ngừng hoạt động—đường dây điện thoại đến thủ đô, Naypyidaw, bị gián đoạn, đài truyền hình MRTV của nhà nước cho biết họ không thể phát sóng do "sự cố kỹ thuật", và Internet gián đoạn trên diện rộng đã được báo cáo bắt đầu từ khoảng 3 giờ sáng. Quân đội đã làm gián đoạn các dịch vụ di động trên khắp đất nước giống như chiến thuật "công tắc chết" (ngắt một công tắc để ảnh hưởng đến mọi giao thông mạng) trước đây được sử dụng trong các khu vực xung đột diễn ra tại các tiểu  bang Chin và Rakhine. Tất cả các ngân hàng là thành viên thuộc Hiệp hội Ngân hàng Myanmar đã đình chỉ dịch vụ tài chính của họ.
Khoảng 400 thành viên được bầu lên nghị viện (nghị sĩ) đã bị quản thúc tại gia, giới hạn trong một tổ hợp nhà ở của chính phủ tại Naypyidaw. Sau cuộc đảo chính, NLD đã sắp xếp để các nghị sĩ ở lại khu phức hợp cho đến ngày 6 tháng Hai. Những người sử dụng mạng xã hội bắt đầu kêu gọi các nghị sĩ triệu tập một phiên họp nghị viện trong một nhà khách của chính phủ, vì nhóm các nghị sĩ này đủ sĩ số để mở một phiên họp, theo quy định của Hiến pháp. Đáp lại, quân đội đã ban hành một sắc lệnh khác cho các nghị sĩ nhiều nhất 24 giờ để rời khỏi khuôn viên nhà khách. Vào ngày 4 tháng Hai, 70 nghị sĩ NLD tuyên thệ nhậm chức để phản đối cuộc đảo chính.
Trong cuộc đảo chính, binh lính cũng bắt giữ một số nhà sư Phật giáo đã lãnh đạo cuộc Cách mạng Nghệ tây năm 2007, bao gồm Myawaddy Sayadaw và Shwe Nyar War Sayadaw, những người chỉ trích thẳng thắn quân đội. Các nhà hoạt động lãnh đạo cuộc nổi dậy 8888, bao gồm Mya Aye, cũng bị bắt giữ. Tính đến ngày 4 tháng Hai, Hiệp hội Hỗ trợ Tù nhân Chính trị đã xác định 133 quan chức, nhà lập pháp và 14 nhà hoạt động xã hội dân sự bị quân đội giam giữ do hậu quả của cuộc đảo chính.

## Phản ứng quốc tế
- Úc: Chính phủ cho biết họ "quan ngại sâu sắc" về tình hình và kêu gọi quân đội giải quyết các tranh chấp thông qua các cơ chế hợp pháp và trả tự do ngay lập tức cho tất cả các nhà lãnh đạo dân sự và những người khác bị giam giữ bất hợp pháp. Họ cũng kêu gọi triệu tập lại Quốc hội, phù hợp với kết quả của cuộc bầu cử tháng 11.[40]
- Hoa Kỳ: Nhà Trắng cho biết "Hoa Kỳ bị cảnh báo trước các báo cáo rằng quân đội Myanmar đã thực hiện các bước để phá hoại quá trình chuyển đổi dân chủ của đất nước, bao gồm việc bắt giữ Cố vấn Nhà nước Aung San Suu Kyi và các quan chức dân sự khác ở Myanmar. Tổng thống Biden đã đã được Cố vấn An ninh Quốc gia Jake Sullivan thông báo ngắn gọn. Chúng tôi tiếp tục khẳng định sự ủng hộ mạnh mẽ đối với các thể chế dân chủ của Myanmar và phối hợp với các đối tác khu vực của chúng tôi, thúc giục quân đội và tất cả các bên khác tuân thủ các chuẩn mực dân chủ và pháp quyền, đồng thời thả những người bị giam giữ hôm nay. Hoa Kỳ phản đối bất kỳ nỗ lực nào nhằm thay đổi kết quả của các cuộc bầu cử gần đây hoặc cản trở quá trình chuyển đổi dân chủ của Myanmar và sẽ có hành động chống lại những người chịu trách nhiệm nếu các bước này không được đảo ngược, những người đã phải chịu đựng rất nhiều trong hành trình tìm kiếm dân chủ và hòa bình."[41]
- Liên Hợp Quốc: Tổng thư ký Liên Hợp Quốc Antonio Guterres đã bày tỏ quan ngại về tình hình ở Myanmar và kêu gọi tất cả các bên từ bỏ mọi hình thức khiêu khích sau cuộc tổng tuyển cử ngày 8 tháng 11.[42]
- Trung Quốc: Phát ngôn viên Bộ Ngoại giao Uông Văn Bân trong một cuộc họp báo tại Bắc Kinh đã bày tỏ "hy vọng các bên khác nhau sẽ giải quyết phù hợp những khác biệt trong khuôn khổ hiến pháp và luật pháp, nhằm bảo vệ ổn định chính trị và xã hội" đồng thời nhấn mạnh "Trung Quốc là láng giềng thân thiện của Myanmar".[43]
- Vương quốc Anh: Thủ tướng Boris Johnson lên án cuộc đảo chính là "giam giữ phi pháp những cá nhân dân sự" tại Myanmar, yêu cầu thả tự do các nhà lãnh đạo dân sự và "lá phiếu của cử tri Myanmar phải được tôn trọng".
- Việt Nam: Lê Thị Tuyết Mai, Trưởng Phái đoàn đại diện thường trực Việt Nam bên cạnh Liên Hợp Quốc, cho biết "Việt Nam kêu gọi cộng đồng quốc tế và các đối tác phát triển tiếp tục hỗ trợ tiến trình chuyển tiếp dân chủ tại Myanmar, phù hợp với mong muốn và lợi ích của người dân Myanmar".[44]